# 普里薩德島
63°13′55″S 62°10′38″W / 63.23194°S 62.17722°W
普里薩德島（Prisad Island），是南極洲的島嶼，位於洛島北岸，處於華萊士角以東1.44公里，屬於南設得蘭群島的一部分，長0.64公里、寬0.52公里，以保加利亞城鎮命名，現時由南極條約體系管理。